# Murène dragon
Enchelycore pardalis
Espèce
 Enchelycore pardalis, communément nommé Murène dragon, est une espèce de poissons marins de la famille des Muraenidae.

## Description et caractéristiques
Cette murène est reconnaissable aux petites cornes qui ornent son museau.
Elle peut atteindre une taille de 92 cm de long.

## Habitat et répartition
La murène dragon est présente dans les eaux tropicales de la région Indo-Pacifique, soit de l'archipel des Mascareignes à Hawaii en passant les îles de la Société. Elle est commune dans les eaux tempérées chaudes du sud du Japon.

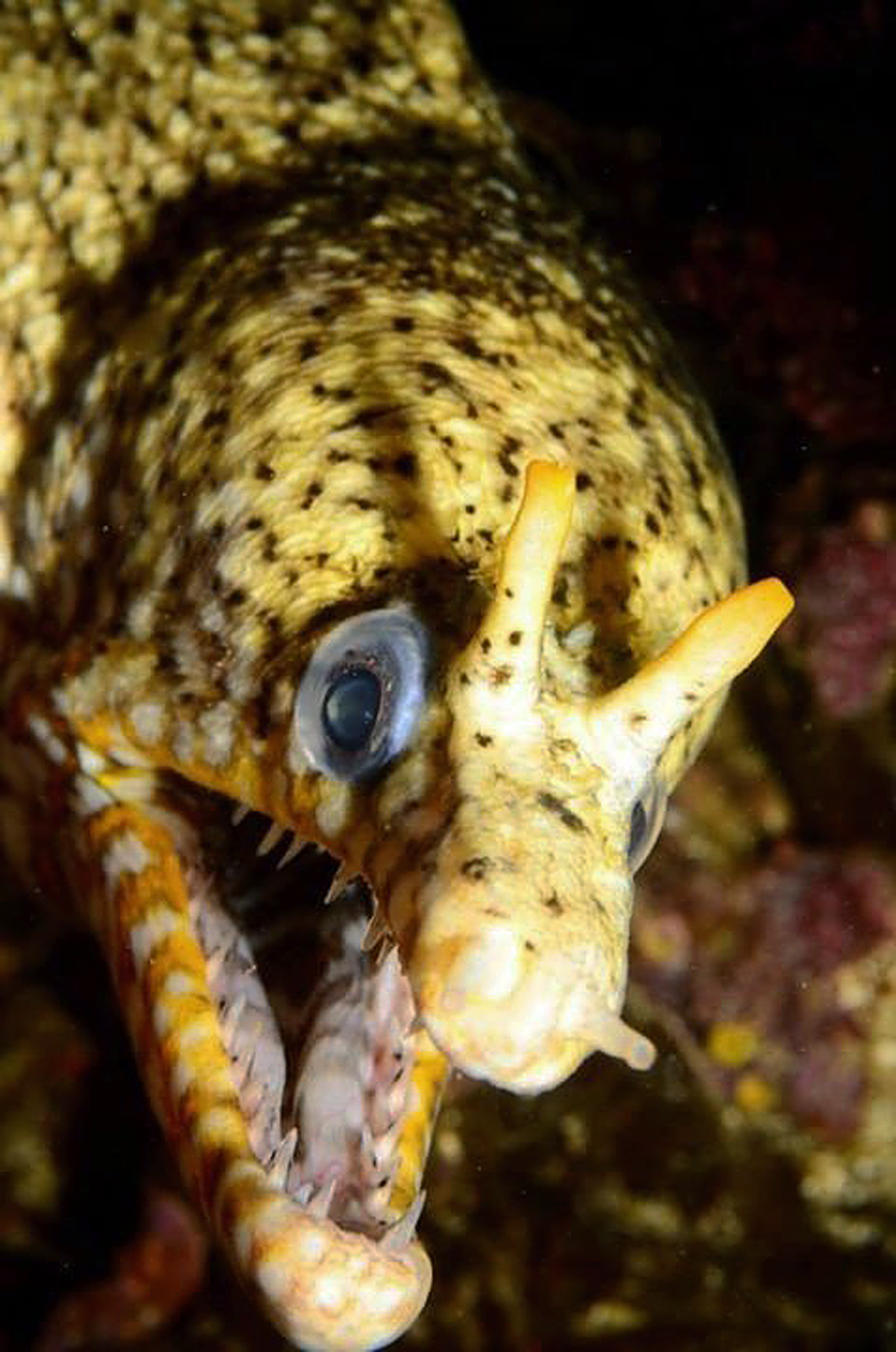
Tête
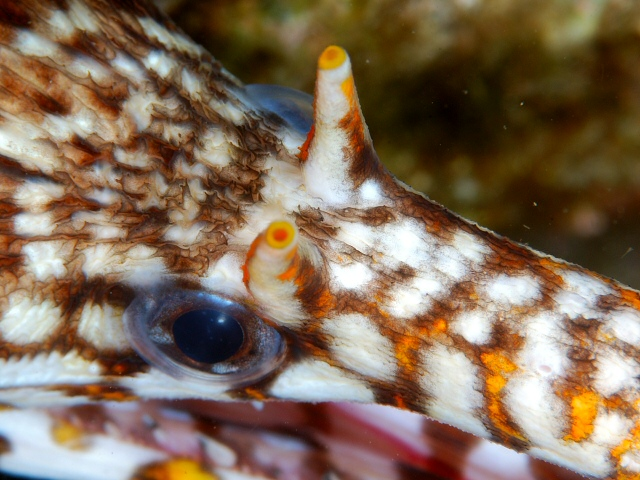
Cornes
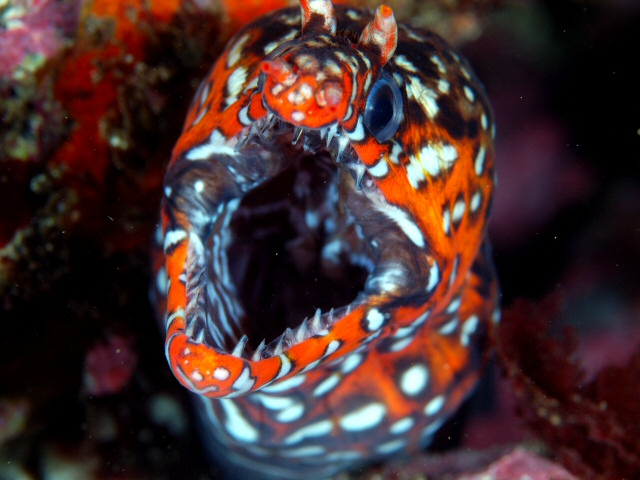
Bouche
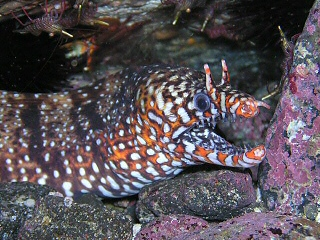
Allure générale.